# Wielka Puszcza (potok)
Wielka Puszcza – potok, prawy dopływ Soły o długości 9,23 km. 
Zlewnia potoku znajduje się w obrębie miejscowości Porąbka w województwie śląskim, a pod względem geograficznym jest to obszar Beskidu Małego. Najodleglejsze jego źródła znajdują się po zachodniej stronie Przełęczy Kocierskiej. Spływa w północno-zachodnim kierunku głęboką doliną. Na zabudowanym obszarze Porąbki, pomiędzy Jeziorem Międzybrodzkim i Jeziorem Czanieckim uchodzi do Soły na wysokości 299 m.
Orograficznie lewe zbocza doliny potoku tworzy główny grzbiet Beskidu Małego na odcinku od Przełęczy Kocierskiej po Wielką Cisową Grapę, dalej północno-zachodni grzbiet Wielkiej Cisowej Grapy. Zbocza prawe tworzy Pasmo Bukowskie. Wszystkie należą do Grupy Kocierza. Z grzbietów tych spływają do Wielkiej Puszczy liczne potoki. Największym dopływem jest Roztoka.
Większa część zlewni Wielkiej Puszczy znajduje się na zalesionych obszarach gór Beskidu Małego. Jednak nad samym korytem potoku znajdują się niewielkie obszary pól oraz zabudowania należącego do Porąbki przysiółka Wielka Puszcza. Wzdłuż koryta potoku prowadzi asfaltowa droga.